# Cuisy (Mosa)
Cuisy è un comune francese di 45 abitanti situato nel dipartimento della Mosa nella regione del Grand Est.

## Società

### Evoluzione demografica
Abitanti censiti